# Epiactis adeliana
Epiactis adeliana är en havsanemonart som beskrevs av Oscar Henrik Carlgren och Stephenson 1929. Epiactis adeliana ingår i släktet Epiactis och familjen Actiniidae. Inga underarter finns listade i Catalogue of Life.